# Teatrî, Rozdilna
Teatrî (în ucraineană Тятри) este un sat în comunei Novoborîsivka din raionul Rozdilna, regiunea Odesa, Ucraina.

## Demografie
Componența lingvistică a localității Teatrî
     Ucraineană (83,33%)
     Română (13,33%)
Conform recensământului din 2001, majoritatea populației localității Teatrî era vorbitoare de ucraineană (83,33%), existând în minoritate și vorbitori de română (13,33%).